# Амбагамува (підрозділ окружного секретаріату)
Підрозділ окружного секретаріату Амбагамува — підрозділ окружного секретаріату округу Нувара-Елія, Центральна провінція, Шрі-Ланка. Складається з 67 Грама Ніладхарі.